# Jeff Jacobson (fotograf)
Jeff Jacobson (26. července 1946, Des Moines – 9. srpna 2020) byl americký fotograf.

## Životopis
Narodil se 26. července 1946 v Des Moines v Iowě v rodině židovských uprchlíků. Svou kariéru začal jako právník v Americkém svazu pro občanské svobody, pak začal studoval u fotografa Charlese Harbutta a po dokončení studií se začal sám věnovat fotografování. Od roku 1978 do roku 1981 byl členem agentury Magnum Photos, následně byl partnerem Archive Pictures a později se přidružil k Redux Pictures.

## Fotografická kariéra
Jeho první sbírka barevných fotografií My Fellow Americans... byla vydána v roce 1991 a pokrývala roky 1978–1989, dokumentující americkou společnost v době vlády Ronalda Reagana. Během tohoto období jeho fotografie byly neformální (pořízené bez vědomí subjektu) a doplněné vizuálním vtipem. Sabotoval hladinu povrchu subjektu pomocí záblesku, který dodal kompozici dezorientující rozmazání. Název sbírky odkazuje na švýcarského fotografa Roberta Franka a jeho dílo Američané, s titulním obrázkem Jacobsonova otce, který držel Jeffova syna připomínající Frankovu fotografii černošské chůvy chovající slonovinově bílé dítě. Mezi další osobnosti, které jej hlavně ovlivnili patří: André Kertész, Charles Harbutt, Mark Rothko, Danny Lyons, Weegee, postmodernista Ralph Steadman, fotožurnalisté z období období Velké deprese Dorothea Lange a Odilon Redon.
V roce 2006 Jacobson publikoval sérii Melting Point. Tyto fotografie představují éteričtější pohled na svět v letech 1990–2002. Zatímco většina z těchto snímků byla pořízena během jeho práce pro časopisy, představují lyričtější vnitřní reakci na události úmrtí jeho rodičů, návrat k životu na východním pobřeží a překvapující okamžik, kdy newyorská Dvojčata hořely za bronzovou sochou zobrazující hrůzu masakru v Katyňském lese.
V roce 2013 vydal knihu The Last Roll, která ztělesňuje zrání Jacobsonovy práce, což dále rozebírá jeho vizi světa, zatímco jeho oblíbené médium – film Kodachrome zastavil produkci krátce poté, co byl diagnostikován a léčen na rakovinu. Když získává energii, jeho fotografie jsou naplněny novým chápáním smrti. Poté, co si poprvé prohlédl svět z oken svého domova, vstoupil do něj znovu s čerstvýma očima a zaostřil na snímky, které jej posouvají a dodávají mu sílu.
Jeho snímky byly také publikovány v celé řadě novin a časopisů jako například New York Times nebo The New Yorker a jsou součástí sbírek mnoha muzeí, za všechny například Muzeum amerického umění Whitneyové.